# 帕纳德斯自由镇
帕纳德斯自由镇（西班牙語：Villafranca del Panadés）是西班牙加泰罗尼亚巴塞罗那省的一个市镇。总面积20平方公里，总人口31248人（2001年），人口密度1562人/平方公里。